# Kurländer Palais

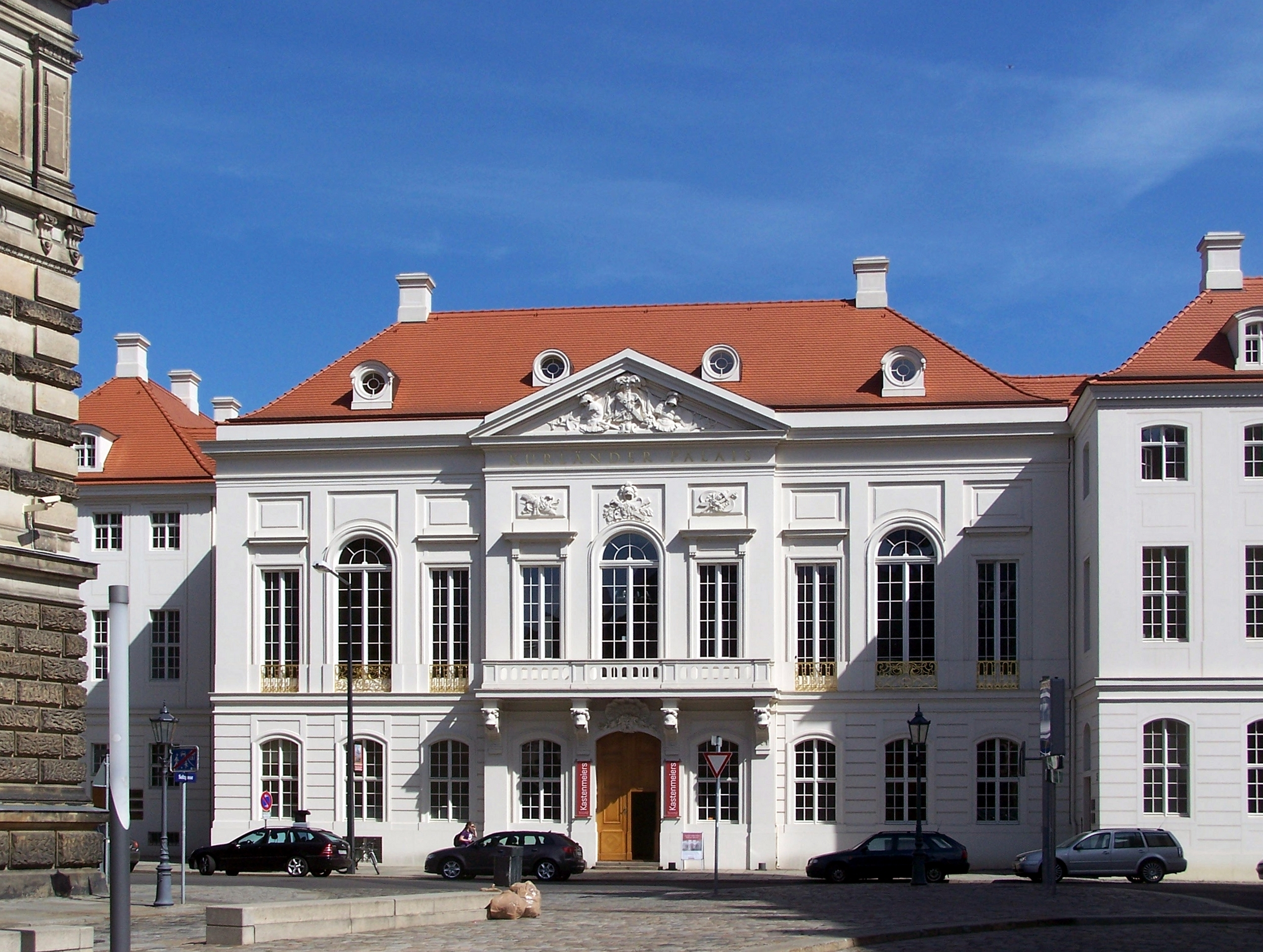
Wiederaufgebautes Kurländer Palais

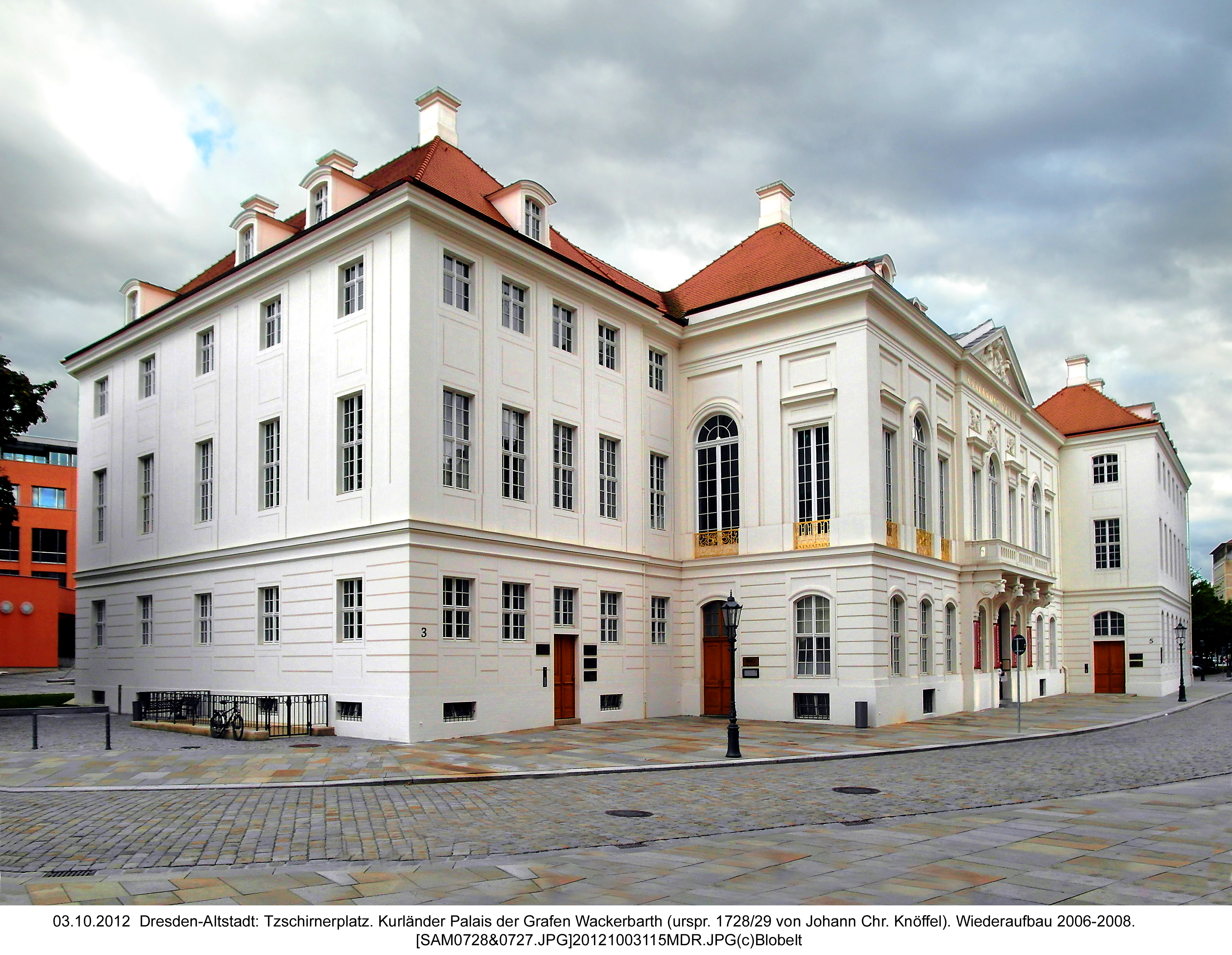
Die dem Straßenverlauf folgende, charakteristische „Zickzack“-Form

Das Kurländer Palais, früher auch als Kurländisches Palais bezeichnet, ist ein historisches Gebäude in Dresden. Es wurde 1728/29 durch Johann Christoph Knöffel für den Grafen August Christoph von Wackerbarth im Stil des Dresdner Barock errichtet und gilt als erster Rokokobau Dresdens. Im Zweiten Weltkrieg bis auf die Außenmauern zerstört, blieb es lange Zeit die letzte altstädtische Kriegsruine; von 2006 bis 2008 wurde es wiederaufgebaut.

## Lage

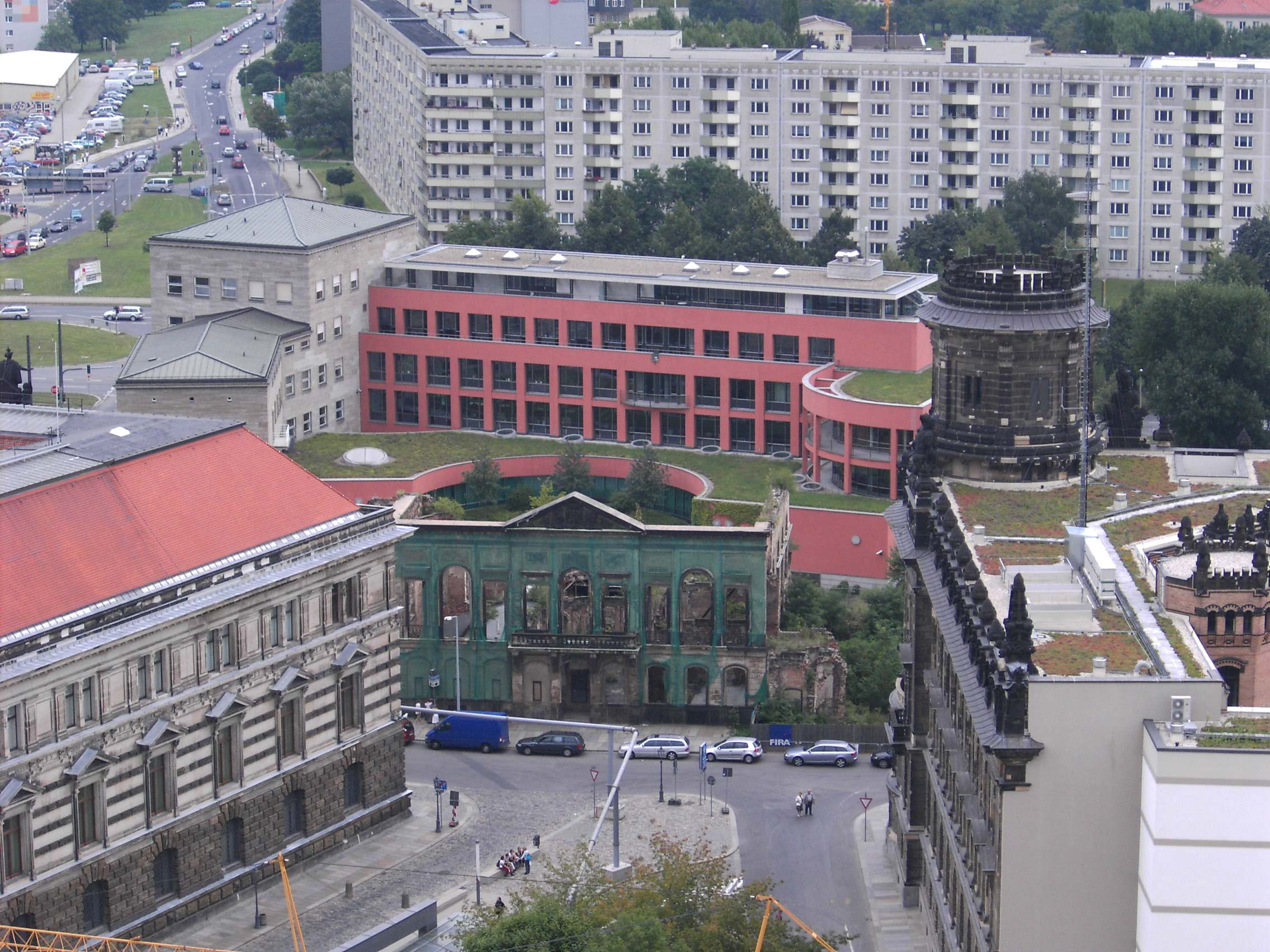
Palaisruine in der Bildmitte, dahinter Bundesbankfiliale, rechts die Polizeidirektion, links das Albertinum

Das Palais befindet sich am östlichen Rand der Inneren Altstadt, zwischen dem südlichen Brückenkopf der Carolabrücke und dem Neumarkt, am Tzschirnerplatz 3–5. Dieser Platz ist nach Samuel Erdmann Tzschirner benannt und hieß bis 1946 Zeughausplatz, weil auch das frühere Dresdner Zeughaus angrenzte, das durch das Albertinum ersetzt wurde.
Das Kurländer Palais liegt am Ende einer am Johanneum im Jüdenhof beginnenden Blickachse, die sich über den Neumarkt und durch die Rampische Straße bis zum Hauptflügel des Gebäudes zieht.
Umgebende Gebäude sind das südwestlich liegende Polizeipräsidium, das Albertinum im Nordosten, das Gemeindehaus der Reformierten Kirche im Norden und die Synagoge im Nordosten. Direkt östlich vom Kurländer Palais befindet sich die im Frühjahr 2015 geschlossene Dresdner Bundesbankfiliale. Südlich ist ein Parkplatz, an dessen gegenüberliegender Seite ein Informationspavillon der Gesellschaft Historischer Neumarkt Dresden steht.
In der näheren Umgebung befinden sich außerdem die Frauenkirche, die Jungfernbastei der Brühlschen Terrasse und das Landhaus mit dem Stadtmuseum.

## Bauweise

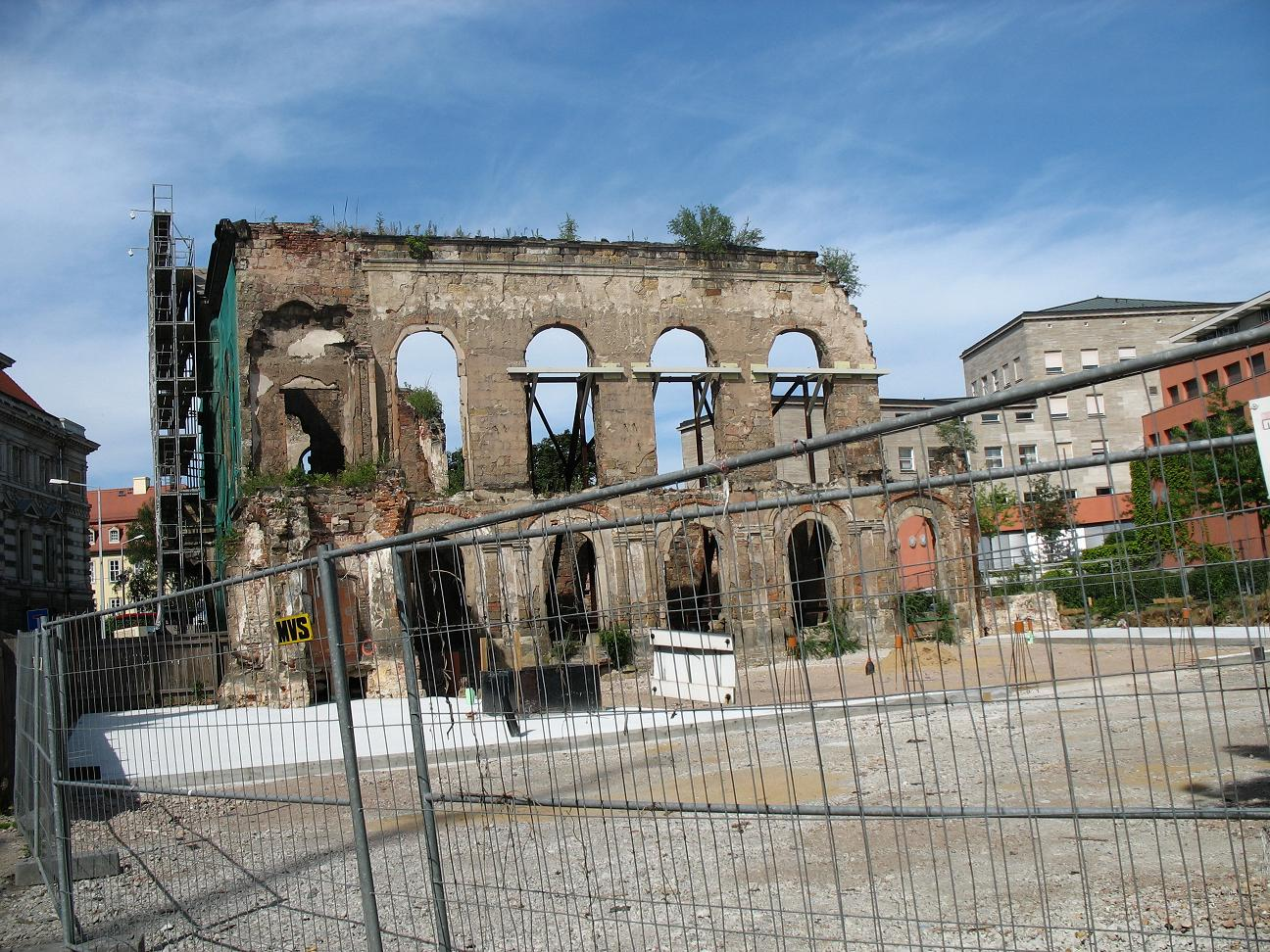
Die Palaisruine aus Richtung Süden. Im Vordergrund entstand der an den Gartenhof angrenzende Südflügel

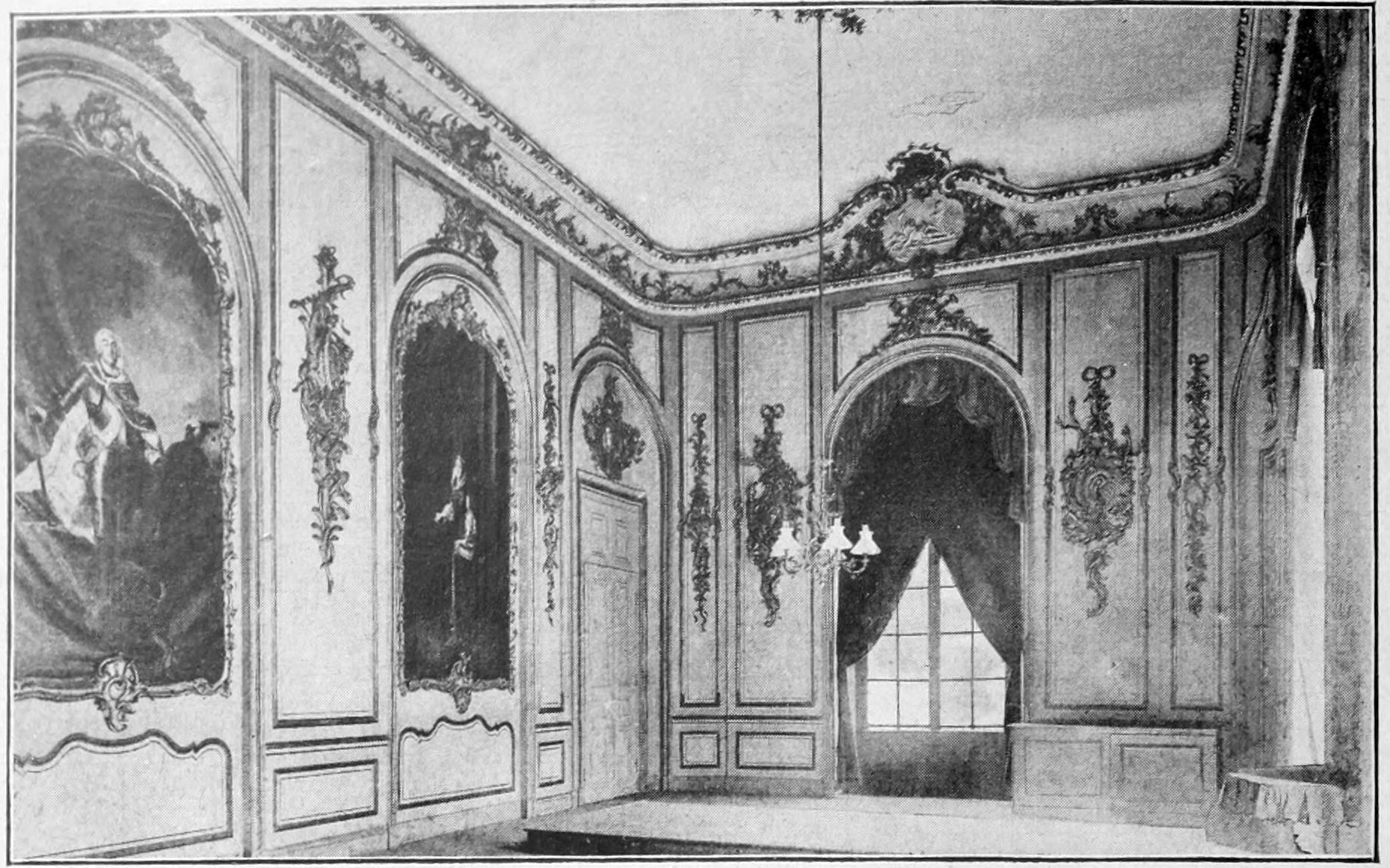
Historischer Festsaal

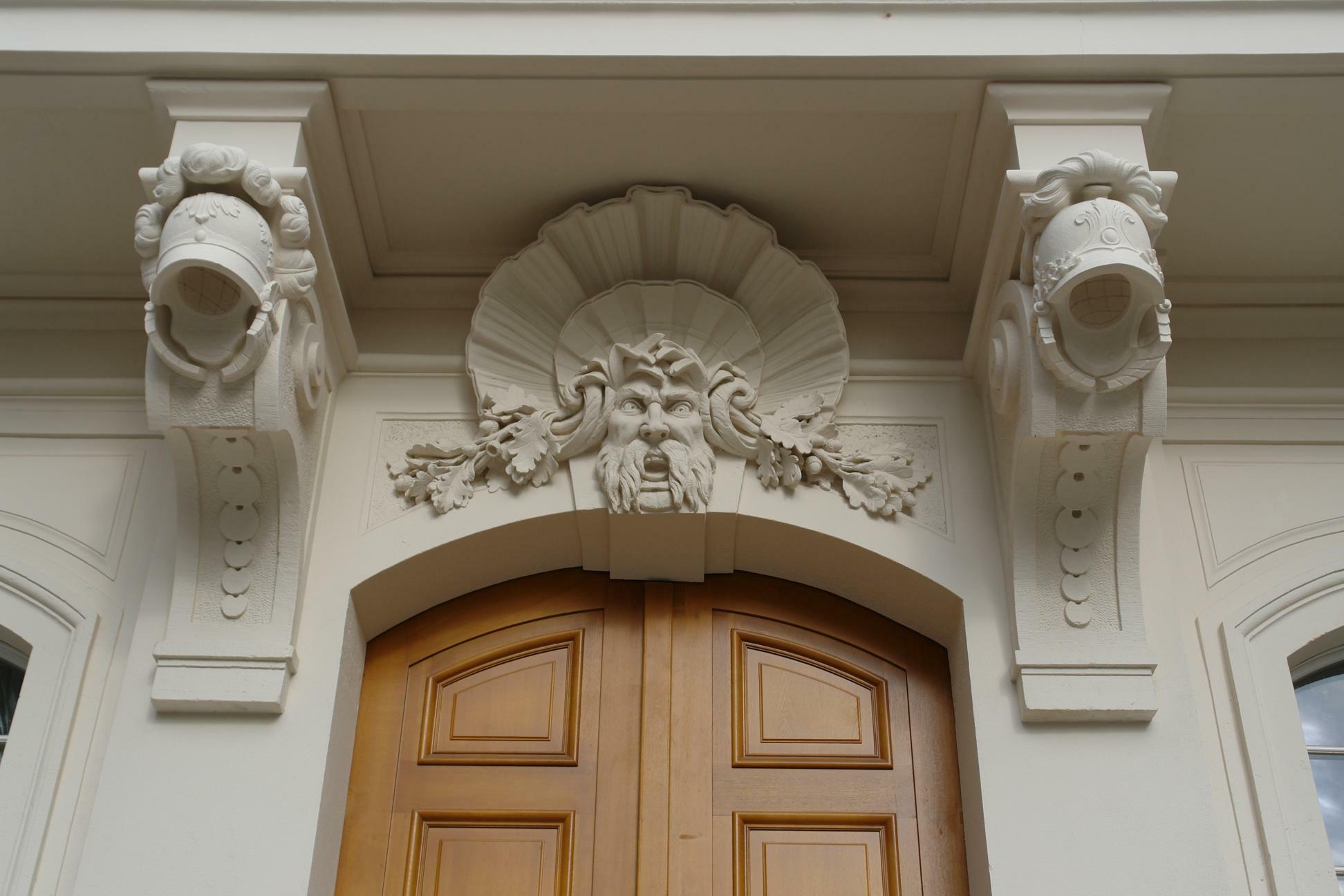
Detail am Eingangsbereich

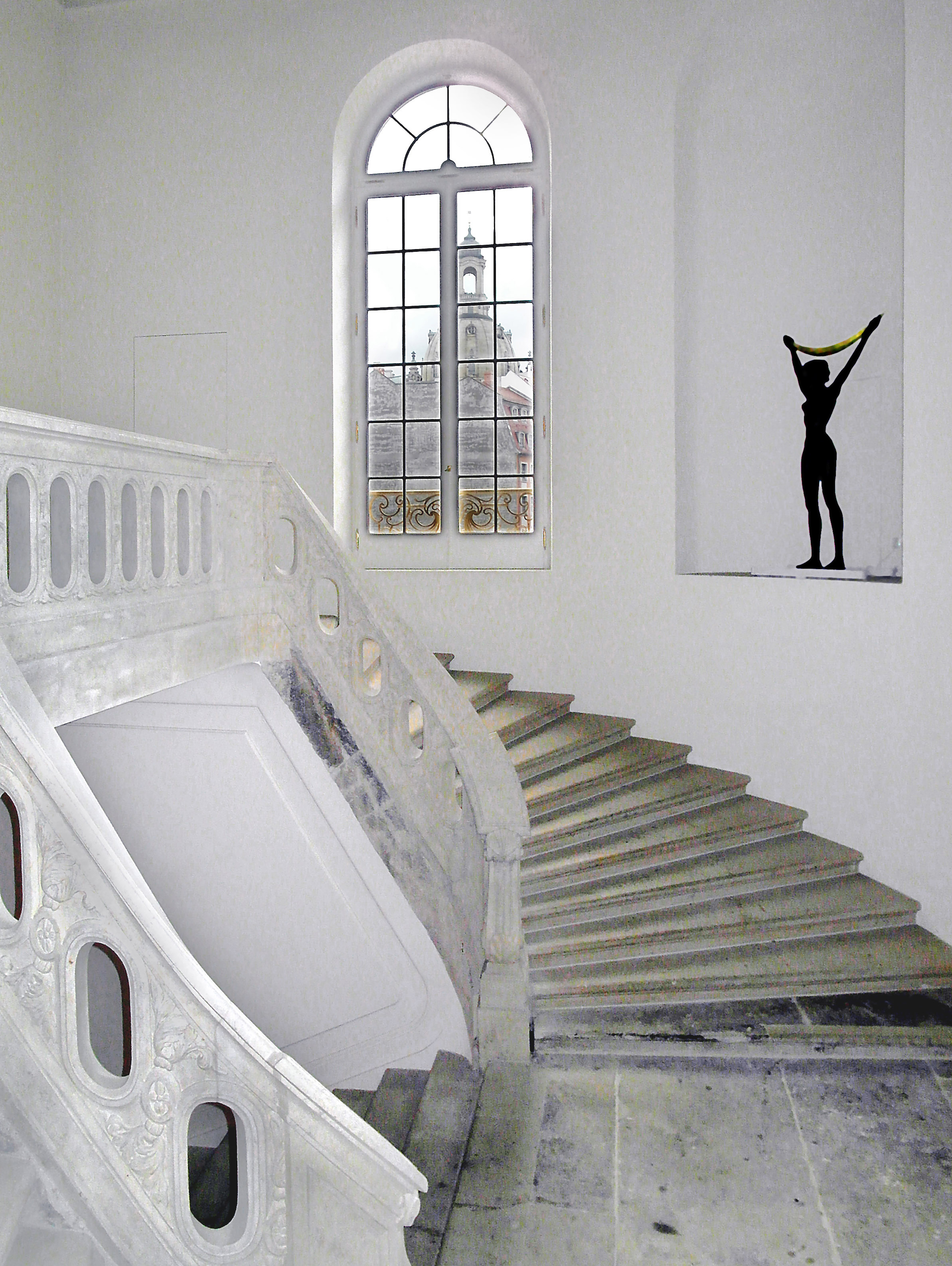
Krubsacius’ Treppenanlage von 1764

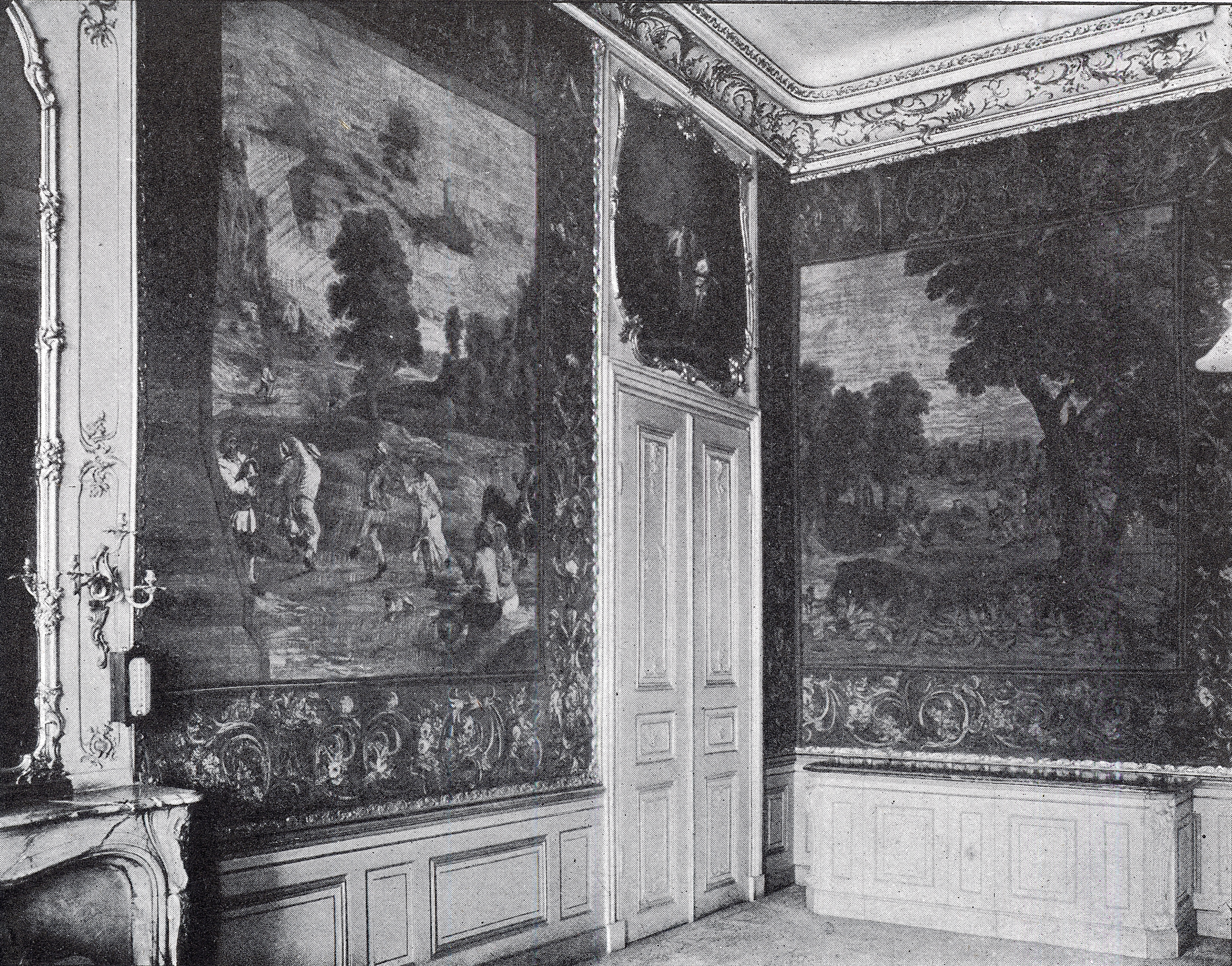
Kurländer Palais, Gobelinsaal, vor 1900

Beim Kurländer Palais handelt es sich um einen Bau in einem relativ nüchternen, rational-eleganten Stil, der vom französischen klassizistischen Barock beeinflusst erscheint. Nach Walter Hentschel kann es als erstes Rokoko-Bauwerk Dresdens gelten, da die Unregelmäßigkeit des Grundrisses auch im Inneren gestalterisch ausgenutzt wurde, sodass eine neuartige asymmetrische Raumordnung entstand, bei der der rein repräsentative Charakter zugunsten der Bequemlichkeit zurückgenommen war. In der Formensprache Longuelunes hatte Johann Christoph Knöffel damit sein bedeutendstes Werk errichtet. Dem in der Mitte gelegenen zweigeschossigen Hauptteil des Gebäudes sind zwei dreigeschossige, aber ebenso hohe Seitenflügel angelehnt. Der Tatsache geschuldet, dass zur Bauzeit des Palais unmittelbar östlich an das Grundstück der Dresdner Festungswall angrenzte, ist der nördliche Seitenflügel etwas nach hinten versetzt. Der andere ragt hingegen weiter nach vorn zur Schießgasse heraus und fasst gemeinsam mit einem weiteren Anbau einen Gartenhof ein. Der Garten liegt auf Grund dieser komplizierten Gegebenheiten südlich neben dem Kurländer Palais statt dahinter.
Charakteristisch für das Bauwerk ist eine klare, noble Fassadengestaltung mit sparsamer Ornamentik. Die in einen dreifenstrigen Mittelrisalit und zwei jeweils dreifenstrige zurückstehende Teile gegliederte Hauptfassade – die Straßenfront hat demnach neun Fensterachsen – zeigt sich insgesamt sehr gleichmäßig und repräsentativ. Die Fenster des mit einer Putzquaderung versehenen Erdgeschosses sind nach oben mit Segmentbögen abgeschlossen. Das Obergeschoss ist durch Lisenen gegliedert und hat ebenfalls neun Fenster zur Straße, die jedoch bis zum Fußboden gezogen und daher mit schmiedeeisernem Gitterwerk versehen worden sind. Sechs dieser Fenster sind rechteckig, die drei jeweils mittleren weisen hingegen Rundbögen auf. Auf dem Gebäude thront ein Walmdach mit Gauben und Mansarden.
Der Mittelrisalit ist mit einem vorgelagerten, auf Tragsteinen mit Helmzier ruhenden Balkon ausgerüstet, der mit einer Sandsteinbrüstung versehen ist. Bekrönt wird der Mittelrisalit durch einen Dreiecksgiebel. Dieser und die direkt darunter gelegenen Spiegel sind mit Trophäenschmuck verziert. Die beiden Seitenflügel wurden deutlich sparsamer gestaltet, so dass sie beinahe den Anschein erwecken, nicht dazuzugehören. Der Innenhof hat im Erdgeschoss offene Rundbogenarkaden. Die Renaissance-Formen der Bogenhalle gehen wohl noch auf das Vorgängergebäude zurück. Ausgestattet ist das Kurländer Palais neben einem Sockelgeschoss ferner mit historischen Kellergewölben.
Das Gebäudeinnere wirkt räumlich sehr elegant. Es ist quer erschlossen. Eine seitliche Treppe geht vom rokokodekorierten Vestibül zunächst einläufig aus, um sich nach oben hin mit ausgerundeter Rückwand hufeisenförmig fortzusetzen. Im Inneren finden sich großzügige Gemächer und Salons, die besonders im Obergeschoss des Hauptteils durch ihre Raumhöhe bestechen. Der dort gelegene große Festsaal, der sich zum Gartenhof mit einem Balkon öffnet, nimmt die gleiche Fläche ein wie drei unter ihm im Erdgeschoss befindliche Säle. Viele Räume waren reich geschmückt und zum Teil mit vergoldetem Stuck, Gobelins, Lüstern und Kaminen ausgestattet. Die Räume der Ostseite werden durch eine Folge von Verbindungstüren erschlossen. Hierbei handelt es sich um das älteste Beispiel Dresdens für diese aus Frankreich bekannte Raumstruktur, die als Enfilade bezeichnet wird.

## Geschichte

### Vorgängerbauwerk und Neubau

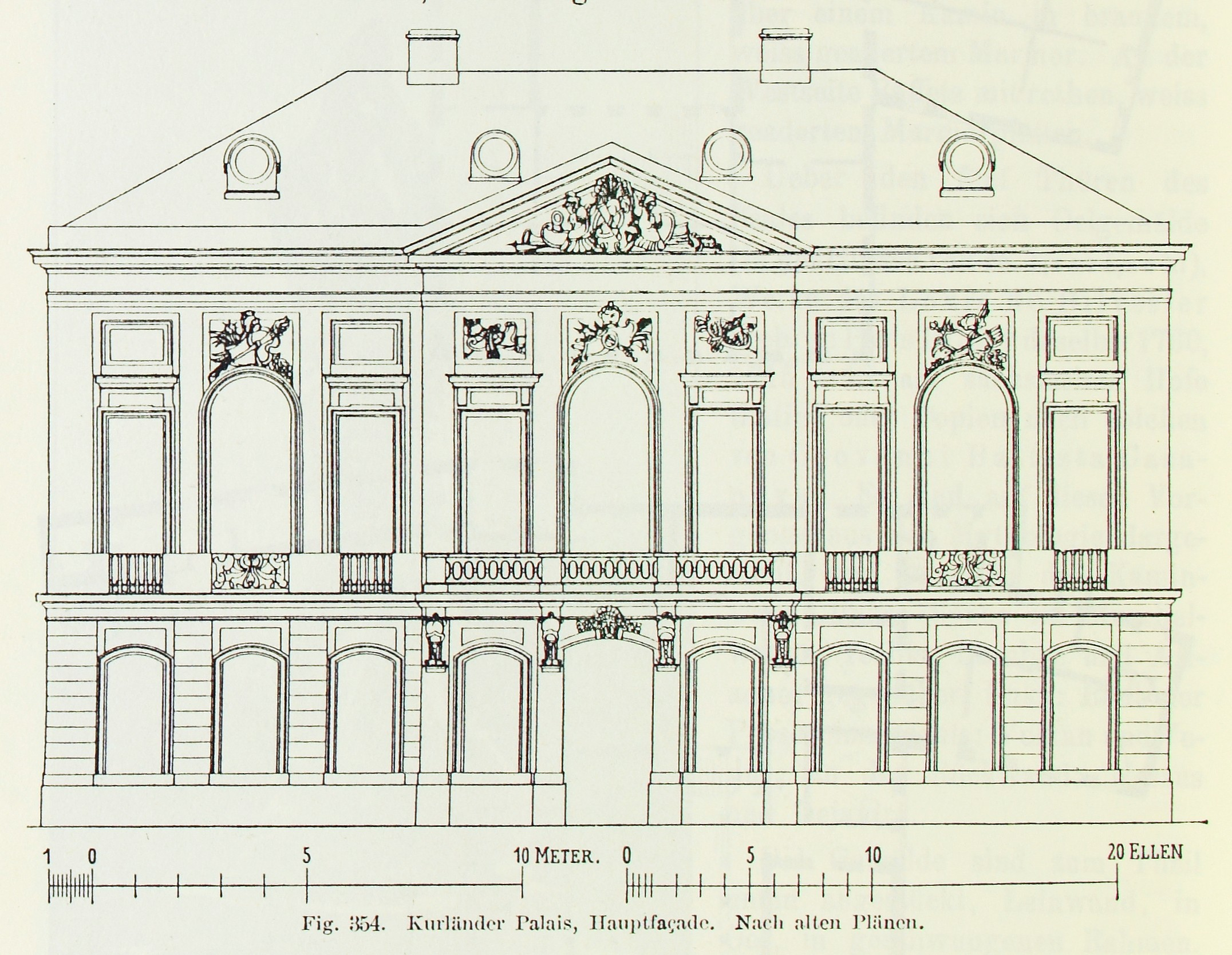
Fassade des Neubaus

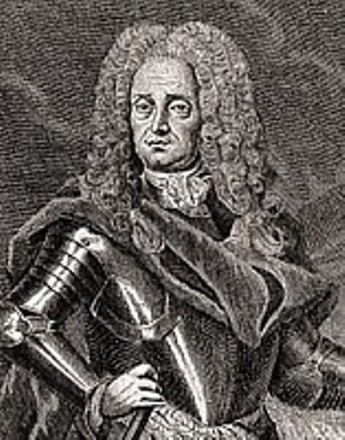
Graf August Christoph von Wackerbarth (1662–1734)

Bereits um 1575 entstand auf dem Gelände des späteren Kurländer Palais ein einstöckiges Gebäude. Dieses wurde 1705 erweitert und neben ihm ein Lustgarten angelegt. Seit 1718 war das Bauwerk der Amts- und Wohnsitz des Grafen August Christoph von Wackerbarth, der damals Dresdner Festungsgouverneur und Oberinspektor des kursächsischen Bauwesens war. Am 17. und 18. Januar 1728 wurde es bei einem Brand zerstört, dessen Flammen der preußische König Friedrich Wilhelm I., der mit seinem andernorts logierenden Sohn Friedrich gerade in Dresden zu Gast war, nur knapp entkommen konnte. Da die gesamte Habe Wackerbarths, einschließlich seiner Kunstsammlung und Bibliothek, verloren war, schenkte August der Starke ihm das Ruinengrundstück, wo Wackerbarth 1728/29 als Ersatzbau an gleicher Stelle das Gebäude errichten ließ, das nach seiner Zerstörung 1945 und der viele Jahre späteren Wiedervereinigung Deutschlands mittlerweile wieder neu aufgebaut wurde. Darüber hinaus schenkte ihm August der Starke auch das Renaissance-Jagdschloss Zabeltitz samt Rittergut, welches Wackerbarth zeitgleich durch Knöffel um einen Barockgarten und ein barockes Palais erweitern ließ.
Mit der Ausführung des Neubaus beauftragte der Generalbauintendant Wackerbarth den von ihm entdeckten und früh geförderten Architekten Johann Christoph Knöffel, der später die Dresdner Architektur der Mitte des 18. Jahrhunderts entscheidend prägte und als bedeutendster sächsischer Rokokoarchitekt gilt. Am 30. November 1729 konnte Graf von Wackerbarth das neue Gouvernementsgebäude beziehen. Die von August dem Starken gegründete Sociéte des antisobres (auf Deutsch etwa: Gesellschaft von Nüchternheitsgegnern), sozusagen das sächsische Pendant zum Tabakskollegium am Hofe Preußens, hielt in dieser Zeit in einem eigens dafür eingerichteten Keller an der Südseite ihre Sitzungen ab. Das Kurländer Palais war damit in dieser Zeit ein Zentrum höfischer Kultur. Nach dem Tod von August Christoph von Wackerbarth erbte dessen Stiefsohn Graf Joseph Anton Gabaleon von Wackerbarth-Salmour 1734 das Gebäude. Neuer Hausherr wurde einige Jahre später Graf Friedrich August Rutowski, der 1738 hier die erste Dresdner Freimaurerloge Aux trois aigles blancs gründete.

### Nutzung durch die Albertiner

Karl von Sachsen, Herzog von Kurland

Nur zwei Jahre später kaufte Johann Georg, der Chevalier de Saxe, das Palais. Nach der Bombardierung durch Preußen im Zuge des Siebenjährigen Krieges im Jahr 1760 musste er es 1763/64 durch Friedrich August Krubsacius, einen Schüler Knöffels, wiederherstellen lassen. Dabei nahm Krubsacius im Inneren nur leichte Veränderungen vor; seine Neuanlage des nordwestlichen Nebentreppenhauses gilt mit seinen fünf Meter hohen schlanken Säulen, die in einem Kreuzgewölbe münden, jedoch als einzigartig.
Nach einem erneuten Besitzerwechsel im Jahr 1773 erhielt das Gebäude seinen jetzigen Namen. Neuer Eigentümer war Prinz Karl von Sachsen, der ehemalige Herzog von Kurland. Das Kurländer Palais wurde 1774 im Inneren nochmals umgebaut und galt fortan als schönstes und elegantestes Palais Dresdens. Im Jahr 1797 verkaufte die Tochter des Herzogs von Kurland, Maria Christina von Sachsen, das Palais nach dessen Tod für 40.000 Taler an den Staat. Ein Jahr später erwarb schließlich Kurfürst Friedrich August III., ab 1806 König von Sachsen, das Gebäude.
Seither ist das Kurländer Palais mit den Albertinern des 18. Jahrhunderts besonders verbunden. Die Keller der augusteischen Sociéte des antisobres wurden vom Königshaus noch bis 1886 als Wein- und Spirituosenlager genutzt.

### Medizinische Nutzung
Nachdem das Kurländer Palais ab 1813 als Lazarett hauptsächlich für in der Schlacht von Dresden verwundete Soldaten gedient hatte, wurde es wieder umgebaut. Der Architekt Christian Friedrich Schuricht (1753–1832) sorgte dafür, dass die Chirurgisch-Medicinische Akademie Dresden und das angeschlossene Hebammeninstitut das Haus nutzen konnten; sie bezogen das Kurländer Palais am 3. August 1814 und nutzten auch das benachbarte Oberzeugmeisterhaus mit. In diesen Räumen heilte man unter anderem 1845 den vorübergehend erblindeten, damals vierjährigen Karl May. Die Chirurgisch-medicinische Akademie nutzte das Gebäude bis 1864. Bis 1827 war der Professor für Geburtshilfe Carl Gustav Carus ihr Leiter. Zwischen 1865 und 1912 war das Palais der Sitz des als oberste Medizinalbehörde Sachsens wirkenden königlichen Landesmedizinalkollegiums, danach des Landesgesundheitsamts und des Sächsischen Altertumsvereins. Von 1924 bis 1945 nutzte auch der Landesverein Sächsischer Heimatschutz die Räume. Im Untergeschoss befand sich auch damals noch ein von einem Händler genutzter Weinkeller.
Bei der Abtragung der städtischen Befestigungsanlagen entstanden östlich des Kurländer Palais ausgedehnte Freiflächen, in denen 1820 der erste Botanische Garten Dresdens durch Heinrich Gottlieb Ludwig Reichenbach, den Pillnitzer Hofgärtner Carl Adolph Terscheck und dessen Bruder Johann Gottfried Terscheck angelegt wurde. Nachdem Reichenbach 1879 gestorben war, übernahm Oscar Drude, ein Professor am Botanischen Institut des Polytechnikums, die Leitung des Botanischen Gartens.

### Nachkriegsnutzung

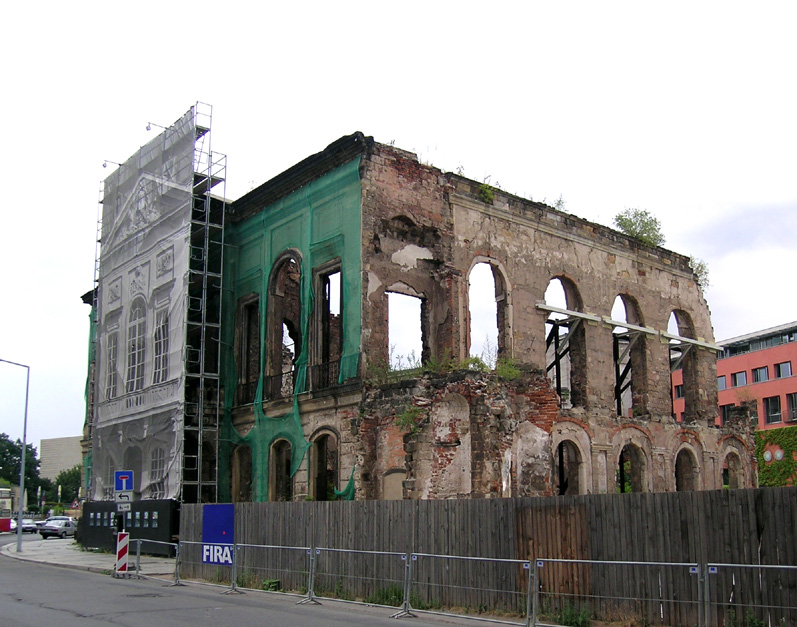
Palaisruine mit einer Risalit-Abbildung am Gerüst

Im Zuge der Luftangriffe auf Dresden am 13. und 14. Februar 1945, bei denen auch der Puppenspieler Oswald Hempel im Gebäude umkam, brannte das Kurländer Palais vollständig aus und stürzte größtenteils ein. Nur mit großer Anstrengung gelang den Denkmalschützern der DDR, die Ruine vor dem kompletten Abriss zu bewahren. Einige einsturzgefährdete Reste der Gebäudeflügel und Innenwände wurden aber 1958 schließlich doch gesprengt. Doch selbst der übrig gebliebene Fassadentorso der Ruine war eindrucksvoll. Im Original erhalten blieben neben den Fassadenteilen nur die noch bis 1974 als Weinlager genutzten Kellergewölbe. Sie wurden zwischen 1980 und 1981 durch die Interessengemeinschaft Jazz ausgebaut und zwischen Mai 1981 und April 1997 vom Jazzclub Tonne genutzt, der danach ins Waldschlösschenviertel umzog. Nachdem der Ostflügel des Residenzschlosses wiederaufgebaut worden war, war das Kurländer Palais die einzige übrig gebliebene Kriegsruine der Altstadt.

### Wiederaufbau

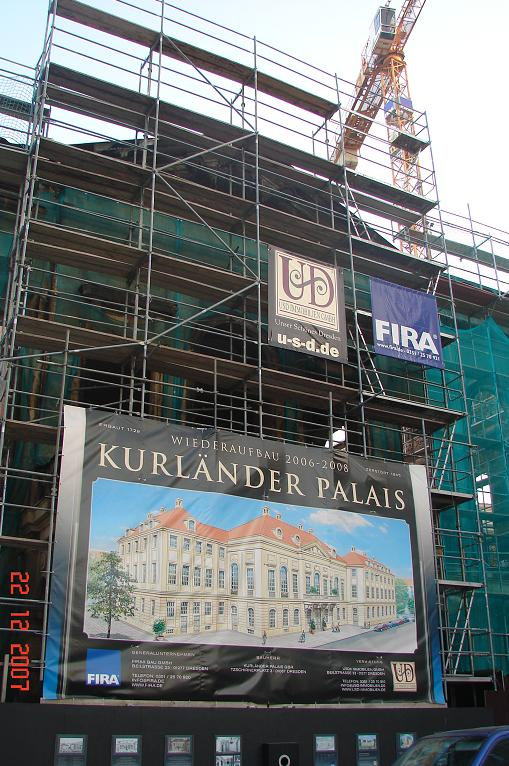
Blick auf den im Wiederaufbau befindlichen Mittelteil des Gebäudes

Seit 1992 plante man den Wiederaufbau des Gebäudes, doch durch häufige Besitzerwechsel, hohe Kosten und die ungeklärte Nutzung verschob er sich immer weiter. 2000 ging das Kurländer Palais vom Freistaat Sachsen für 1,65 Millionen DM an die heutigen Besitzer über. Nach dem Jahrhunderthochwasser im August 2002, als der Keller 2,90 Meter hoch unter Wasser stand und Teile der Fundamente unterspült wurden, sprangen 80 % der potentiellen Mieter wegen der Verzögerung wieder ab. Zwei Jahre später lagen eine Genehmigung für den Wiederaufbau als Grand Hotel und eine verbindliche Zusage einer Hotelkette vor, aber der Bau wurde nicht begonnen.
2005 gab es Fortschritte in der Planung, die sich insgesamt recht schwierig gestaltete. Da der größte Teil der von Knöffel errichteten Bauwerke bis 1900 abgerissen worden war, mangelte es an Vergleichsbauten. Lediglich das Barockschloss Zabeltitz konnte wichtigen Aufschluss über die Bauweise geben. Seit April 2006 wurde das Kurländer Palais mitsamt seinen Innenräumen und Außenanlagen wiederaufgebaut.
Besonders berücksichtigt wurden hierbei denkmalpflegerische Anforderungen. Zunächst wurde die Bausubstanz der eigentlichen Barockruine gesichert. Bei archäologischen Untersuchungen konnten im Gartenhof zahlreiche Reste der alten Bewässerungstechnik, zum Beispiel Brunnen, Bassins und unterirdische Wasserläufe, ausgegraben werden. Außerdem fand man drei Eimer mit Resten der einstigen Kronleuchter, die zu deren Rekonstruktion beitragen sollten. Auch Überreste der Fassadenmalerei sind erhalten. Der Wiederaufbau des Kurländer Palais erfolgte unter Einbeziehung der vorhandenen Ruine weitgehend in moderner Bauweise mit Betondecken und Ziegeln. Die Herausforderung bestand hauptsächlich darin, die erhaltenen historischen Teile mit den neuen zu verbinden. So wurden einige Gebäudeteile auch in traditioneller Weise wiedererrichtet, zum Beispiel die Kreuzkuppelgewölbe und die Fensterbögen. Die Innenräume sind nur in geringem Umfang historisch wiederhergestellt, obwohl das Amt für Denkmalschutz die Stuckdekorationen weitgehend in Gipsabgüssen abgenommen und gesichert hat.
In der Gegenwart vermarktet eine Event-Agentur im Kurländer Palais den Festsaal, das Restaurant in den Gartensälen, den Palaishof und den Gewölbekeller für Veranstaltungen. Die weiteren Räumlichkeiten des Palais nutzen ein Fischrestaurant sowie verschiedene Unternehmen als Büroräume.
Seit 2015 befindet sich der Jazzclub Tonne wieder an seinem ursprünglichen Domizil in den Kellergewölben.